# Route nationale 19 (Madagaskar)
Die Route nationale 19 (RN 19) ist eine 547 km lange, nicht asphaltierte Nationalstraße im Nordwesten von Madagaskar in den Regionen Boeny und Melaky. Sie beginnt in Katsepy als Verlängerung der RN 4, die in Mahajanga auf der anderen Seite einer Bucht endet und von wo eine Fähre nach Katsepy verkehrt. Die RN 19 verläuft unweit der Nordwestküste Madagaskars über Namakia, Mitsinjo, Soalala und Besalampy weiter in südwestlicher Richtung nach Maintirano, wo sie in die RN 8a übergeht. 